# Okraj Velikovec
Okraj Velikovec (nemško Bezirk Völkermarkt) je upravni okraj v avstrijski zvezni deželi Koroški. Zavzema ozemlje tik ob meji s Slovenijo in geografsko približno sovpada z dolino Podjune. Okraj Velikovec je skupaj z okraji Celovec-dežela, Beljak-dežela in Šmohor del tradicionalno slovensko govorečega, danes dvojezičnega ozemlja Južne Koroške, kjer živi avtohtona slovenska narodna skupnost.

## Upravna delitev
Okraj Velikovec je razdeljen na 13 občin, od tega sta dve mestni občini, tri pa trške.

## Podatki o občinah
Tabela prikazuje osnovne podatke o občinah v okraju Velikovec. Podatki o številu prebivalcev se nanašajo na 1. januar leta 2012.
| Občina (slovensko)    | Občina (nemško)                | Grb | Lega | Prebivalcev | Površina   | Gostota prebivalstva | Sodni okraj   | Regija          | Tip           |
| --------------------- | ------------------------------ | --- | ---- | ----------- | ---------- | -------------------- | ------------- | --------------- | ------------- |
| Bistrica pri Pliberku | Feistritz ob Bleiburg          |     |      | 2110        | 54,19 km2  | 39 preb./km2         | Pliberk       | Podjuna         | Trška občina  |
| Djekše                | Diex                           |     |      | 810         | 54,79 km2  | 15 preb./km2         | Velikovec     | Svinška planina | Občina        |
| Dobrla vas            | Eberndorf                      |     |      | 5919        | 67,81 km2  | 87 preb./km2         | Velikovec     | Podjuna         | Trška občina  |
| Galicija              | Gallizien                      |     |      | 1796        | 46,72 km2  | 38 preb./km2         | Železna Kapla | Podjuna         | Občina        |
| Globasnica            | Globasnitz                     |     |      | 1628        | 38,33 km2  | 42 preb./km2         | Pliberk       | Podjuna         | Občina        |
| Grebinj               | Griffen                        |     |      | 3551        | 74,86 km2  | 47 preb./km2         | Velikovec     | Svinška planina | Trška občina  |
| Pliberk               | Bleiburg                       |     |      | 3899        | 69,75 km2  | 56 preb./km2         | Pliberk       | Podjuna         | Mestna občina |
| Ruda                  | Ruden                          |     |      | 1552        | 42,39 km2  | 37 preb./km2         | Velikovec     | Podjuna         | Občina        |
| Suha                  | Neuhaus                        |     |      | 1107        | 36,36 km2  | 30 preb./km2         | Pliberk       | Podjuna         | Občina        |
| Škocjan v Podjuni     | Sankt Kanzian am Klopeiner See |     |      | 4342        | 41,08 km2  | 106 preb./km2        | Velikovec     | Podjuna         | Občina        |
| Velikovec             | Völkermarkt                    |     |      | 11109       | 137,44 km2 | 81 preb./km2         | Velikovec     | Podjuna         | Mestna občina |
| Železna Kapla - Bela  | Eisenkappel - Vellach          |     |      | 2401        | 199,43 km2 | 12 preb./km2         | Železna Kapla | Karavanke       | Trška občina  |
| Žitara vas            | Sittersdorf                    |     |      | 2084        | 45,05 km2  | 46 preb./km2         | Železna Kapla | Podjuna         | Občina        |

## Spletne povezave
- Spletna stran okraja Arhivirano 2004-03-23 na Wayback Machine.